# 西班牙国铁250型电力机车
西班牙国铁250型电力机车（西班牙語：Serie 250 de Renfe）是西班牙国家铁路所使用的一型电力机车，由德国企业“克劳斯-玛菲”和西班牙企业“鐵路建設和協助公司”联合制造。

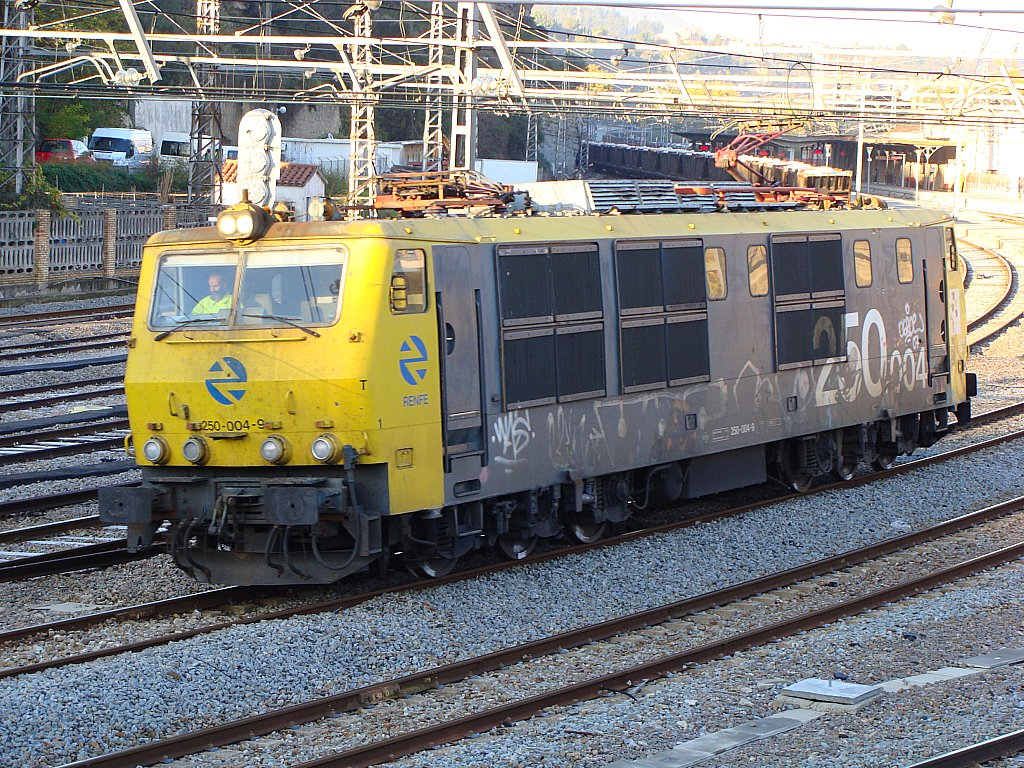
编号为250-004的“西班牙国铁250型电力机车”在曼雷萨站，2008年11月14日拍摄。
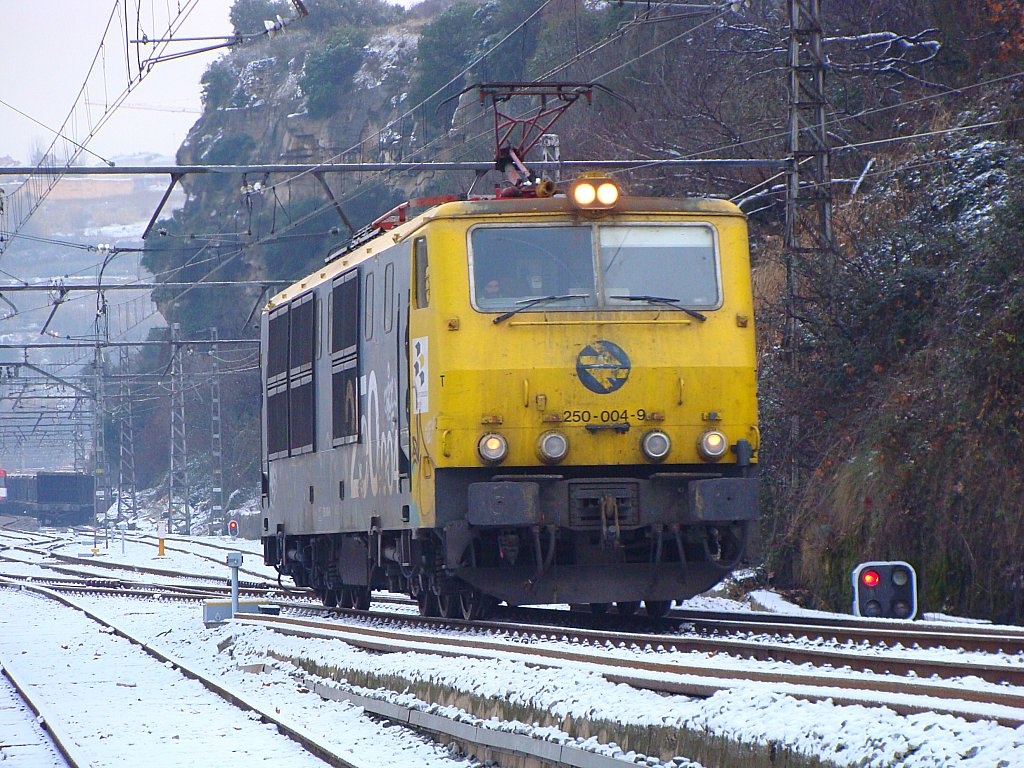
编号为250-004的“西班牙国铁250型电力机车”在曼雷萨站，2009年1月9日拍摄。
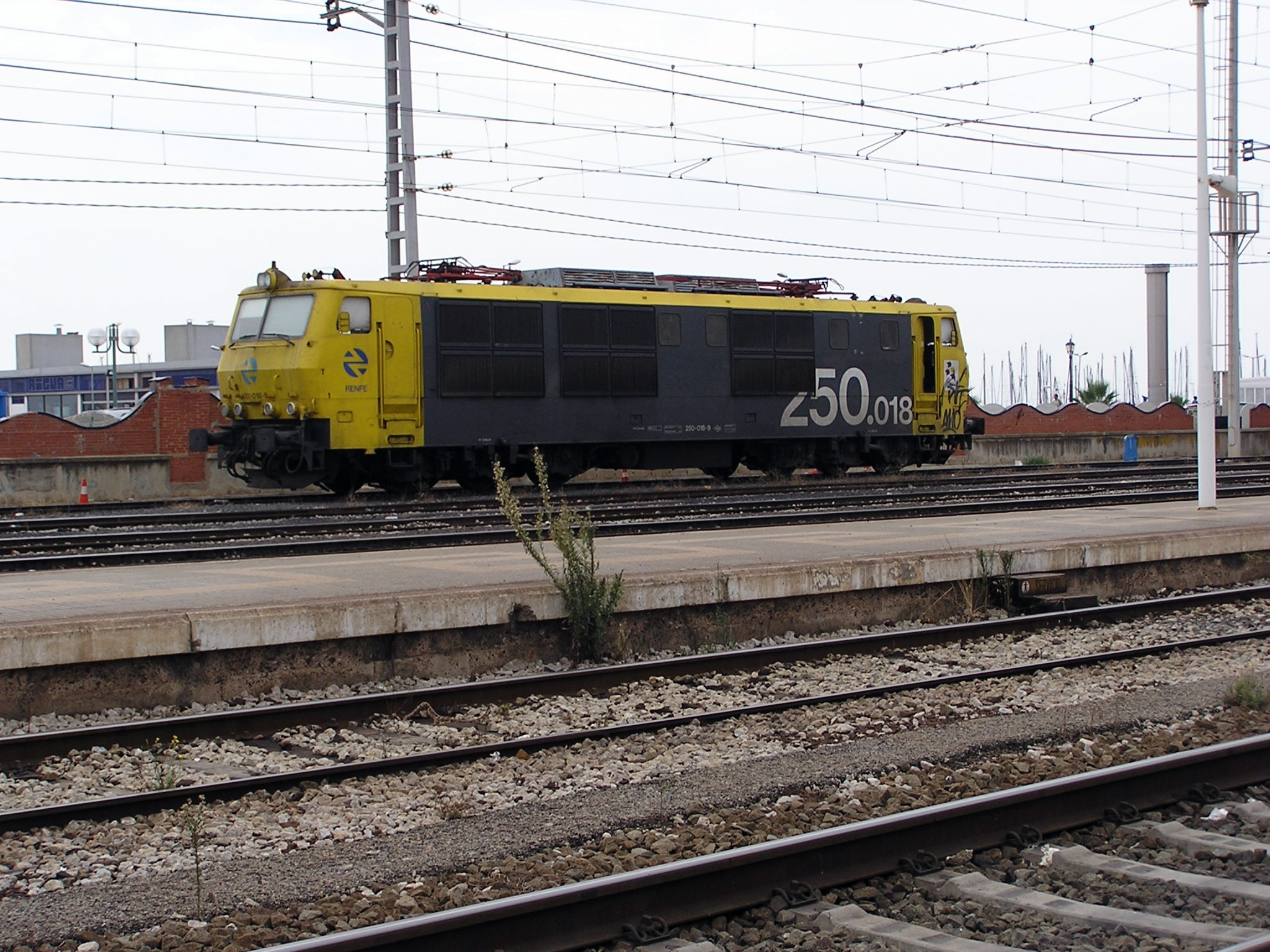
编号为250-018的“西班牙国铁250型电力机车”在塔拉戈纳站，2006年9月7日拍摄。

## 历史
该型机车于1982年首次引入，1987年最后一台交付。初期用于牵引客运列车，初期最高运营速度为160千米/小时。之后，因达不到相关要求，最高运营速度降至140千米/小时。最后改为货运机车，最高运营速度随之降至100千米/小时。2010年4月底，最后一台该型机车退役。

## 技术规格
该型机车的AAR轴式为C-C，使用单电机转向架，设有可切换轮系。 最大軸重为22吨。

## 子型号
西班牙国铁250型电力机车有使用变阻器“西班牙国铁250型电力机车”和使用晶闸管“西班牙国铁250.6型电力机车”两个子型号，两者大同小异，两者总共制造40台。

### 西班牙国铁250型电力机车
西班牙国铁250型电力机车本型共制造35台，编号号段为“250-001”至“250-035”。
- 编号为250-004的“西班牙国铁250型电力机车”在曼雷萨站（西班牙语：Estación de Manresa），2008年11月14日拍摄。
- 编号为250-004的“西班牙国铁250型电力机车”在曼雷萨站（西班牙语：Estación de Manresa），2009年1月9日拍摄。
- 编号为250-018的“西班牙国铁250型电力机车”在塔拉戈纳站（西班牙语：Estación de Tarragona），2006年9月7日拍摄。

### 西班牙国铁250.6型电力机车
西班牙国铁250.6型电力机车共制造6台，编号号段为“250-601”至“250-605”。

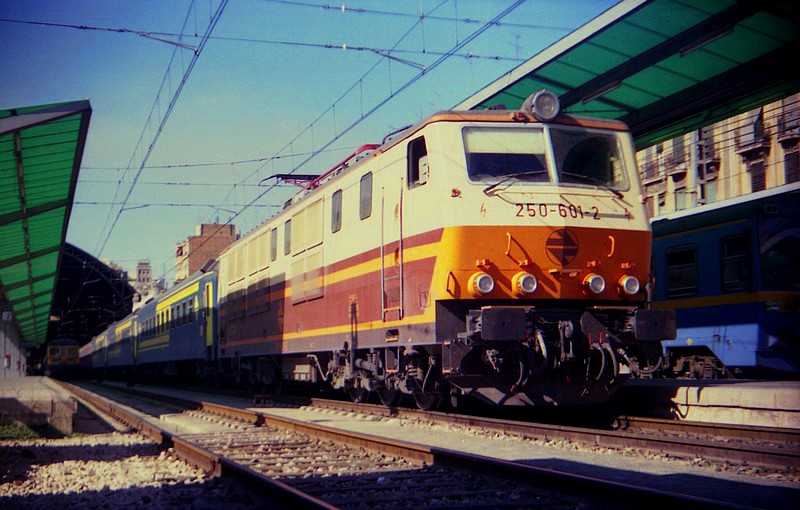
编号为250-601的“西班牙国铁250.6型电力机车”，1987年7月拍摄于巴伦西亚北站。

## 扩展阅读
- [“西班牙国铁250型电力机车”和“西班牙国铁251型电力机车”] (PDF). Vía Libre (Fundación de los Ferrocarriles Españoles). 2005年6月: 107–114. （原始内容 (PDF)存档于2007-09-27） （西班牙语）.